# 安全運転中央研修所
安全運転中央研修所（あんぜんうんてんちゅうおうけんしゅうじょ）は、国家公安委員会警察庁交通局交通企画課が所管する法人。茨城県ひたちなか市にある自動車安全運転センターの研修施設。
警察関係者、教習所関係者からは「中研」と呼ばれている。

## 概要
自動車安全運転センター法に基づき、1991年（平成3年）5月に開所した。研修内容の多くは警察や消防などの緊急自動車を運転するための講習や、自動車教習所の研修が主だが、一般企業や個人運転者向けの研修も行っている。
センターが販売しているテキストブックによれば、この施設の目的は、運転技術の向上ではなく、自動車と人間の限界を理解し危険を安全に体験する事、とのことである。
敷地総面積は約100ヘクタールで、東京ドーム約20個分の面積である。施設内には9階建ての研修・宿泊棟があり、最上階には展望台もある。
施設内には付属交通公園もあり、近郊の小・中学生向けに交通安全講座を行っているほか、ゴーカートやミニSL等の遊戯施設もあり、家族連れで楽しむ事ができる。
全国白バイ安全運転競技大会は、現在この中研で行われている。その他、全国トラックドライバーコンテストなども、この施設で行われる。

## アクセス
- 自動車
  - 東京都区内からは、北関東自動車道・東水戸道路経由で常陸那珂有料道路ひたち海浜公園ICから南へ200メートル。
  - 仙台市方面からは、常磐自動車道日立南太田ICから国道293号・245号から国営ひたち海浜公園入口方面経由、県道247号を南に向かう。
- 鉄道・バス
  - 最も近い鉄道駅はひたちなか海浜鉄道湊線の阿字ヶ浦駅だが、直線距離でも2キロメートル弱離れ、さらに北側（県道247号側）へ大回りしなければならないため、一般的なアクセス手段ではなく公式サイトにも掲載されていない。
  - 常磐線勝田駅から茨城交通の路線バスが当所まで運行している。
  - 茨城交通が運行する東京駅 - 勝田・東海線の高速バスも1往復のみ停車する。

## 研修内容
1周5kmの高速周回路の他、中低速周回路、1周350m以上のスキッドパン（低ミュー路）や全長150mにも及ぶハイドロコース、模擬市街地、教習コース、多目的コース、直線スキッド、山岳路、モトクロス、トライアルなどのさまざまな設備を活用し、スラローム（二輪、四輪）やブレーキング、コーナーリング、ハイドロプレーニング現象の体験、スキッドコースでのブレーキング、トライアル車によるトライアル走行、モトクロス走行や、夜間研修による眩惑・蒸発現象・視認性の変化の体験など、運転技術に関する様々な研修を受けることができる。
安全運転管理者資格の取得に向けた講習や、緊急自動車、大型貨物自動車、バスの運転手向け研修、24歳以下の若者向けの研修など多彩なコースが設定されている。

## 教官
ここで勤務する教官は、日本の警察、指定自動車教習所から出向している精鋭達が中心となり構成されている。国際A級ライセンスを持つ教官も在籍する。また、理論教官は元大学教授や自動車工学専門官、心理学専攻の教官、その他著名な外部講師が担当している。

## 研修車両
2輪は原付スクーターから800cc、1300ccの白バイ、ヤマハXJR1300ccのバイクまで各数十台単位で揃っておりビッグスクーターの400ccや650cc、モトクロスやトライアル車もある。
4輪についても、さまざまな種類のパトカーをはじめ、普通車から中型バス、大型バス、中型トラック、大型トラックなどが導入されている。
 ウィキメディア・コモンズには、安全運転中央研修所に関するカテゴリがあります。

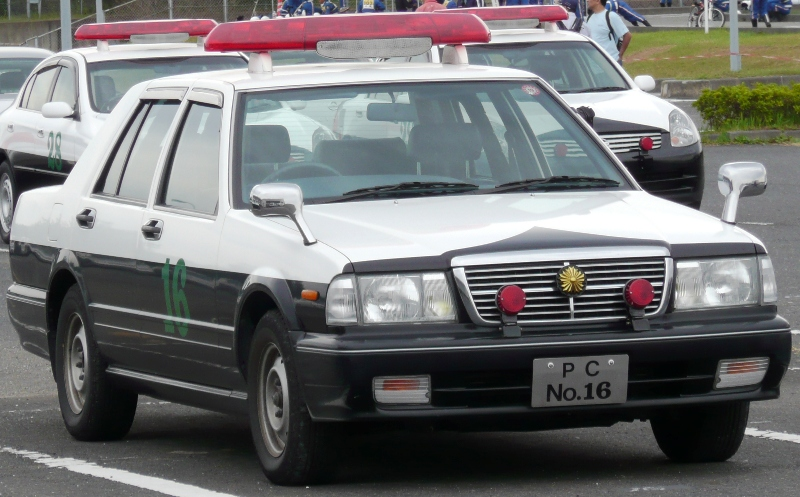
パトカー
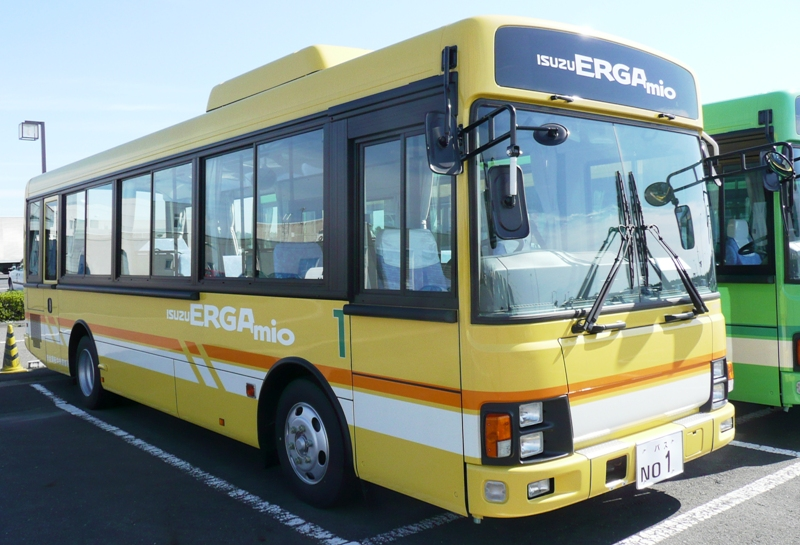
中型バス
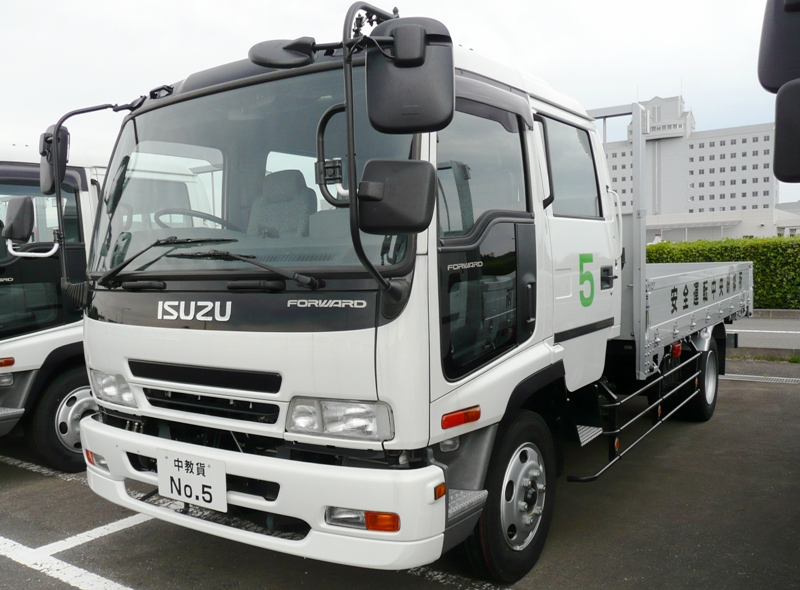
中型トラック
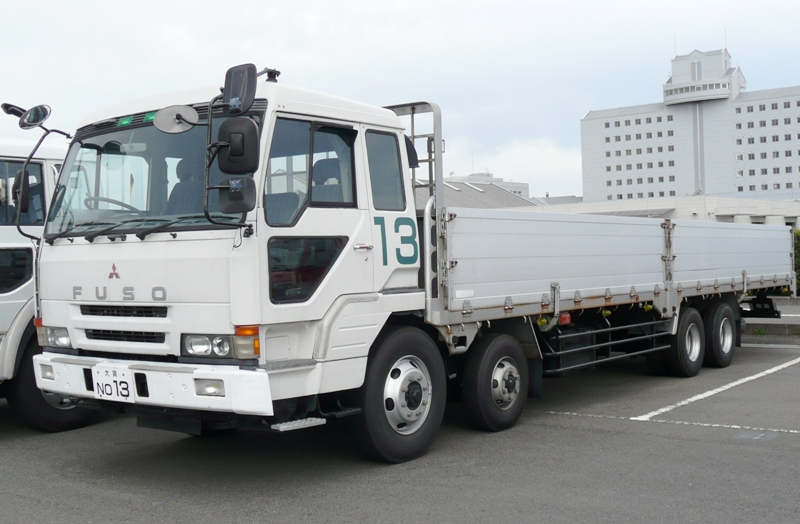
大型トラック